# E. K. Johnston
Pour les articles homonymes, voir Johnston.
Œuvres principales
- Ahsoka
- L'Ombre de la reine

Emily Kate Johnston, dont les œuvres sont publiées sous le nom E. K. Johnston, née à Huron East, Ontario (en) en Ontario, est une romancière et nouvelliste canadienne de science-fiction et de fantasy.

## Œuvres

### UniversStar Wars
- Ahsoka, Pocket, coll. « Star Wars » no 171, 2020 ((en) Ahsoka, 2016), trad. Tristan Nivert et Thomas Renaud, 320 p.  (ISBN 978-2-266-30687-4)Réédition, Pocket Jeunesse, 2023, 312 p. (ISBN 978-2-266-32469-4)
- L'Ombre de la reine, Pocket, coll. « Star Wars » no 176, 2020 ((en) Queen's Shadow, 2019), trad. Sandy Julien, 336 p.  (ISBN 978-2-266-29948-0)
- Le Péril de la reine, Pocket, coll. « Star Wars » no 190, 2022 ((en) Queen's Peril, 2020), trad. Claire Nodot Kaufman, 288 p.  (ISBN 978-2-266-32496-0)
- L'Espoir de la reine, Pocket, coll. « Star Wars » no 196, 2023 ((en) Queen's Hope, 2022), trad. Claire Nodot Kaufman, 288 p.  (ISBN 978-2-266-33292-7)

### SérieA Thousand Nights
1. (en) A Thousand Nights, 2015
2. (en) Spindle, 2016

### SérieDragon Slayer of Trondheim
1. (en) The Story of Owen, 2014
2. (en) Prairie Fire, 2015

### SérieAetherbound
1. (en) Aetherbound, 2021
2. (en) Sky on Fire, 2025

### Romans indépendants
- (en) Kingdom of Sleep, 2016
- (en) That Inevitable Victorian Thing, 2017
- (en) The Afterward, 2019